# Parepisparis ruptimacula
Parepisparis ruptimacula är en fjärilsart som beskrevs av James John Joicey och Talbot 1917. Parepisparis ruptimacula ingår i släktet Parepisparis och familjen mätare. Inga underarter finns listade i Catalogue of Life.